# Bump-mapping

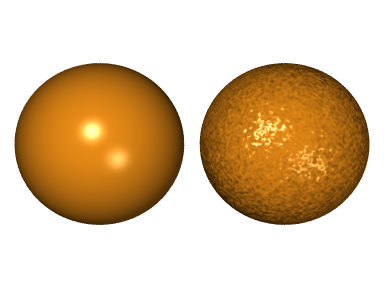
Een voorbeeld van bump-mapping. Het rechtse object doet denken aan een sinaasappel.

Bump-mapping is een techniek in computergraphics voor het simuleren van hobbels en rimpels op het oppervlak van een object, meestal met het doel om dat object er 'natuurlijker' uit te laten zien. Dit wordt bereikt door de oppervlaknormalen van het object te verstoren en het verstoorde normaal te gebruiken tijdens belichtingsberekeningen. Het resultaat is een ogenschijnlijk hobbelig oppervlak in plaats van een glad oppervlak, hoewel het oppervlak van het onderliggende object niet is gewijzigd. Bump-mapping werd geïntroduceerd door James Blinn in 1978.
Normal-mapping is de meest gebruikte variatie van bump-mapping.
Bump-mapping is veel sneller en verbruikt minder bronnen voor hetzelfde detailniveau vergeleken met displacement-mapping, omdat de geometrie ongewijzigd blijft.